# Provincia di Binh Phuoc
Binh Phuoc (vietnamita: Bình Phước) è una provincia del Vietnam, della regione di Dong Nam Bo. Questa provincia ha una superficie di 6.874,6 km² e una popolazione di 835.300 abitanti . 
La capitale provinciale è Đồng Xoài. 

## Distretti
Di questa provincia fanno parte i distretti:
- Bình Long
- Bù Đăng
- Distretto di Bù Đốp
- Chơn Thành
- Đồng Phú
- Lộc Ninh
- Phước Long